# دیوید سولگا
دیوید سولگا (انگلیسی: David Solga؛ زادهٔ ۱۶ اکتبر ۱۹۸۲) بازیکن فوتبال اهل آلمان است.
از باشگاه‌هایی که در آن بازی کرده‌است می‌توان به باشگاه فوتبال دینامو درسدن اشاره کرد.